# Plesiophrictus linteatus
Plesiophrictus linteatus är en spindelart som först beskrevs av Simon 1891.  Plesiophrictus linteatus ingår i släktet Plesiophrictus och familjen fågelspindlar. Inga underarter finns listade i Catalogue of Life.